# Gerhard Ludwig Müller
Gerhard Ludwig Müller (Mainz, 31. prosinca 1947.), njemački rimokatolički kardinal i nekadašnji prefekt Kongregacije za nauk vjere.

## Životopis
Gerhard Ludwig Müller rodio se 1947. u Finthenu blizu Mainza.  Nakon što je maturirao na Biskupijskoj srednjoj školi u Mainzu, studira teologiju u Münchenu i Freiburgu. Doktorirao je 1977. godine pod mentorstvom prof. Karla Lehmanna, kasnije kardinala. Za svećenika biskupije Mainz zaređen je 11. veljače 1978. Pastoralno je djelovao kao kapelan na tri župe. Godine 1986. prihvatio je poziv honorarnog predavača na katedri dogmatske teologije na Katoličkom sveučilištu u Münchenu. Papa Ivan Pavao II. 1. listopada 2002. imenovao ga je biskupom Regensburga. Za svoje biskupsko geslo uzeo je riječi Dominus Jesus (lat. Isus je Gospodin). 
Bio je član nekoliko dikasterija Rimske kurije: 
- Kongregacije za nauk vjere,
- Kongregacije za katolički odgoj,
- Papinskog vijeća za promicanje jedinstva kršćana te
- Papinskog vijeća za kulturu.

Papa Benedikt XVI. 2. srpnja 2012. godine imenuje ga nadbiskupom ad personam, te prefektom Kongregacije za nauk vjere. Službu prefekta obnaša do 2. srpnja 2017. godine, a nasljeđuje ga Luis Ladaria Ferrer. Po toj poziciji postao je čelnik Međunarodne teološke komisije, Papinske biblijske komisije te Papinske komisije Ecclesia Dei. Papa Franjo nakon izbora za papu, potvrdio ga je na službama, te ga je 22. veljače 2014. imenovao kardinalom đakonom Svete Rimske Crkve i dodijelio mu kao naslovnu kardinalsku crkvu sv. Agneza u agoniji u Rimu. Nositelj je nekoliko počasnih doktorata i visokih odličja za zasluge.
Napisao je oko 400 različitih radova iz područja dogmatske teologije, ekumenizma, Objave itd. 

## Djela
Naslovi dostupni na hrvatskom jeziku
- Soteriologija i etika : siromaštvo kao izazov za Crkvu (2015.)[1]
- Siromaštvo : izazov za vjeru (2015.)[2]
- Nerazrješivost ženidbe i rasprava o civilno ponovno vjenčanima i sakramentima (2015.)[3]
- Razgovor o nadi (2016.)[4]
- Bog i njegova povijest (2016.)[5]

## Vanjske poveznice
Mrežna mjesta
- Gerhard kardinal Müller, životopis na službenim stranicama Svete Stolice (engl.)
- Gerhard Ludwig Cardinal Müller, www.catholic-hierarchy.org (engl.)
- Bog je isplativa i nezaobilazna tema  Arhivirana inačica izvorne stranice od 21. prosinca 2021. (Wayback Machine), Glas Koncila 48/2016.
- Otajstvo čovjeka potpunoma spoznatljivo tek u Kristovu svjetlu  Arhivirana inačica izvorne stranice od 21. prosinca 2021. (Wayback Machine), Glas Koncila 49/2016.
- Kardinal Gerhard Ludwig Muller, drugi čovjek Vatikana: »Molim se Stepincu, njegov grob treba biti jedno od glavnih odredišta međunarodnih hodočašća«, Slobodna Dalmacija, 7. studenoga 2016.

| Prethodnik William Levada | prefekt Kongregacije za nauk vjere | Nasljednik Luis Ladaria Ferrer |